# Neuquensuchus
Neuquensuchus (betekent 'Neuquénkrokodil', verwijzend naar de stad) is een geslacht van uitgestorven krokodilachtigen uit de Bajo de la Carpa-formatie uit het Laat-Krijt in de provincie Neuquén, Argentinië. 

## Naamgeving
De bekende overblijfselen werden ontdekt op de campus van de Universidad Nacional del Comahue in de stad Neuquén. Neuquensuchus werd benoemd door Lucas E. Fiorelli en Jorge Orlando Calvo in een publicatie uit 2007, die in 2008 gedrukt werd. De typesoort is Neuquensuchus universitas. De soortaanduiding verwijst naar zijn vindplaats. 
Neuquensuchus is gebaseerd op holotype MUCPv-47, een gedeeltelijk gearticuleerd gedeeltelijk postcraniaal skelet dat bestaat uit zes hals-, vier ruggen-, twee heup- en vijf staartwervels; ribben; gedeeltelijk rechterschouderblad en arm; linkerschouderblad en bovenarm; een gedeeltelijk bekken; en het grootste deel van de rechterachterpoot boven de voet. Een ander exemplaar, MUCPv-161, bestaande uit enkele botten van de linkerachterpoot, werd ook aan het nieuwe geslacht toegewezen.

## Beschrijving
Het had een relatief lange en slanke nek. De ledematen waren ook slank. Het was geen groot dier; de opperarmbeenderen van het type-exemplaar meten ongeveer tien centimeter in lengte, het dijbeen is ongeveer 9,4 centimeter lang en het scheenbeen ongeveer 10,5 centimeter. In tegenstelling tot alle bekende crocodyliformen met meetbare beenbotten behalve Shantungosuchus, was het scheenbeen langer dan het dijbeen.

## Fylogenie
Fiorelli en Calvo voerden een fylogenetische analyse uit van hun nieuwe geslacht en ontdekten dat het verwant was aan Shantungosuchus, Sichuanosuchus, Zosuchus en Fruitachampsa. Deze fylogenie bemoeilijkte de paleobiogeografische geschiedenis van basale niet-neosuchische krokodillenvormen die meer zijn afgeleid dan Protosuchia omdat Neuquensuchus endemisch is in Zuid-Amerika en andere vermeende verwante geslachten ouder zijn en afkomstig zijn uit Laurasia. Terwijl verschillende daaropvolgende cladistische analyses Neuquensuchus vonden als een lid van de notosuchische clade Ziphosuchia, een positie die meer consistent is met het fossielenbestand en de paleobiogeografie van niet-neosuchische Mesoeucrocodylia, werd de oorspronkelijke positie bevestigd door een analyse uitgevoerd door Gabriel Liu e.a. in 2017.

## Paleobiologie en paleo-ecologie
Neuquensuchus deelde zijn omgeving met een verscheidenheid aan dieren, waaronder slangen (Dinilysia), andere crocodyliformen (Comahuesuchus, Cynodontosuchus, Notosuchus en een niet benoemde vorm), en een verscheidenheid aan dinosauriërs, waaronder abelisauriden, noasauriden (Velocisaurus) en alvarezsauriden (Alvarezsaurus) theropoden, titanosauriërs waaronder Bonitasaura, en vogels (Neuquenornis en Patagopteryx). 
Neuquensuchus, een kleine, slanke krokodilachtige, had proporties van de ledematen die goed geschikt waren om te rennen, en was waarschijnlijk een snel, landbewonend dier. In tegenstelling tot de overgrote meerderheid van de krokodilachtigen, was zijn scheenbeen langer dan zijn dijbeen.